# クランキーコンドル
クランキーコンドルは1995年7月にユニバーサル販売から発売されたパチスロ機。通称「クランコ」「クラコン」「コンドル」。同時期に発売された兄弟機であるスーパーモグモグ2（エレクトロコインジャパン）についても、本項にて記述する。

## 概要
キャラクター図柄に小生意気な表情を浮かべたコンドルを採用。クランキー（cranky＝気難しい、へその曲がった）コンドルという機種名の由来となった。従来からのリール制御を大きく変更して本格的な大量リーチ目の搭載を実現、10万台を超える（メーカー発表）セールスを果たすヒット機種となった。技術介入やリプレイハズシ効果が絶大なことが判明しパチスロ雑誌に掲載された。
2006年には後継機として『クランキーコンドルX5』（エレコ）が発売されたほか、2013年にはユニバーサルエンターテインメントの新ブランド『ACROSS』の1号機として『クランキーコレクション』が発売されている。

### 大量リーチ目

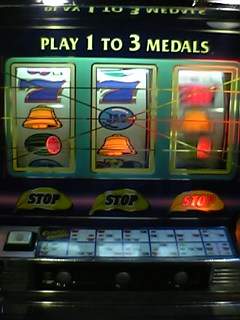
代表的リーチ目のひとつ「青テン」

左・中リール上段に青7がテンパイする「青テン」、左・中リール中段に赤7がテンパイする「赤テン」各リールの中段にリプレイ・リプレイ・スイカと並ぶ「リリス」、左・中リール中段スイカの小役ハズレ、ボーナス図柄の一直線型・山型・V字型他大量のリーチ目が用意されており、山佐のニューパルサーで確立されたゲチェナも採用されている。なお、兄弟機のスーパーモグモグ2はリール配列こそ同一だが通常時のリール制御が一部変更されており、中段赤テンはリーチ目であるものの、青テンに相当する「黒テン」は通常時（ボーナス未成立時）にも出現する。

## ボーナス確率・機械割
クランキーコンドル
| 設定 | BIG      | REG      | 機械割 |
| ---- | -------- | -------- | ------ |
| 1    | 1/277.69 | 1/481.88 | 95.0%  |
| 2    | 1/264.26 | 1/442.81 | 98.2%  |
| 3    | 1/256    | 1/409.6  | 100.3% |
| 4    | 1/240.94 | 1/390.10 | 102.5% |
| 5    | 1/240.94 | 1/381.02 | 104.7% |
| 6    | 1/240.94 | 1/381.02 | 107.1% |

スーパーモグモグ2
| 設定 | BIG      | REG      | 機械割 |
| ---- | -------- | -------- | ------ |
| 1    | 1/287.44 | 1/468.11 | 95.0%  |
| 2    | 1/277.69 | 1/455.11 | 98.2%  |
| 3    | 1/264.26 | 1/409.6  | 100.3% |
| 4    | 1/240.94 | 1/390.10 | 102.5% |
| 5    | 1/240.94 | 1/381.02 | 104.7% |
| 6    | 1/240.94 | 1/381.02 | 107.1% |

※メーカー発表の数値

## 実機シミュレーション
スーパーファミコン
- 実戦パチスロ必勝法! TWIN - サミー

セガサターン
- 実戦パチスロ必勝法! 4 - サミー
- ビッグ一撃！パチスロ大攻略 ユニバーサル・ミュージアム - アスク講談社

プレイステーション
- パチスロ完全攻略 ユニバーサル公式ガイド - 日本シスコン
- パチスロ完全攻略  ユニバーサル公式ガイド2 - 日本シスコン
- パチスロ完全攻略 クランキープロ - 日本シスコン